# 比基夫 (亞沃里夫區)
49°46′5″N 22°56′8″E / 49.76806°N 22.93556°E
比基夫（羅馬化：Bykiv）是烏克蘭西部利維夫州亞沃里夫區舍希尼市鎮的村莊，始建於1440年，面積1.14平方公里，2022年人口123，人口密度每平方公里160.1人。